# Клара Боу
Клара Боу (на английски: Clara Bow) е американска актриса, която израства до ранга на секс символ и звезда на нямото кино. Тя е олицетворение на бурните 20-те години на 20 век. В края на 20-те получава по 45 000 писма на ден от своите почитатели. От 1960 г. има звезда на Холивудската алея на славата.

## Личен живот
След множество любовни афери и скандали, тя сключва брак с актьора каубой Рекс Бел през 1931 г. и се оттегля от киното като става собственик на ранчо в Невада. Ражда двама сина.
Боу често страда от безсъние. Мъжът ѝ се посвещава на политическа кариера и тя често се чувства самотна. През септември 1965 г. Боу почива от сърдечен удар на 60-годишна възраст.